# Хорошковський В'ячеслав Дмитрович
В'ячесла́в Дми́трович Хорошко́вський (18 жовтня 1971 — 18 лютого 2015) — старшина міліції Міністерства внутрішніх справ України.

## Життєвий шлях
Від початку бойових дій пішов добровольцем до лав Національної гвардії України. Старший інструктор, командир 1-го відділення 3-го взводу роти на бронеавтомобілях, Харківська окрема бригада оперативного призначення, Східне ОТО НГУ. З 16 листопада 2014-го направлений у службове відрядження в зону бойових дій.
14 лютого 2015-го відбув у складі підрозділу для виконання бойового завдання до Дебальцевого. 18 лютого вранці рухався в складі групи автомобілем до постійного місця дислокації, потрапили в оточення терористів, були обстріляні, Хорошковський зазнав численних вогнепальних та осколкових поранень. Вважався зниклим безвісти, впізнаний серед загиблих.
Без В'ячеслава лишилися дружина, дві неповнолітні доньки — Карина та Яна.
11 березня 2015-го похований у селі Вознесенське.

## Нагороди та вшанування
За особисту мужність і героїзм, виявлені у захисті державного суверенітету та територіальної цілісності України, вірність військовій присязі під час російсько-української війни, відзначений — нагороджений
- орденом «За мужність» III ступеня (посмертно)
- почесною грамотою Черкаських облдержадміністрації та обласної ради
- відзнакою «За заслуги перед Черкащиною»